# حميد عبد الله
حميد عبد الله ، مواليد (1958-) صحفي عراقي ثم باحث تاريخي وأكاديمي ومقدم برامج سياسية.

## حياته وسيرته
وُلدَ عبدُ الحميد عبد الله علي، في سوق الشيوخ التابعة لقضاء محافظة ذي قار عام 1958 ، وفي سنة 1975 أكمل دراسة القسم الأدبي من المرحلة الإعدادية في ثانوية سوق الشيوخ، ودخل كلية القانون والسياسة في جامعة بغداد في سنة 1975 وأكمل الدراسة سنة 1979م، وحينئذٍ التحق بالخدمة العسكرية الإلزامية، وفي يوم 22 أيلول سنة 1980م، نُقلَ إلى دائرة التوجيه السياسي / جريدة القادسية وحراس الوطن، ثم عُيّنَ مراسلاً حربياً وجُرح يوم 30 نيسان سنة 1981م، فبُترت سبّابته اليُمنى، فكُرّم بسبب ذلك برتبتين ، سُرّحَ من الخدمة العسكرية في شباط سنة 1986، وقد قُبلَ طالباً في الدرسات العليا، ودرس في قسم العلوم السياسية في معهد البحوث والدراسات العربية التابع للجامعة العربية ونال الدبلوم العالي سنة 1989 ، ثم نال الماجستير سنة 1990 لرسالته المعنونة "الأمم المتحدة والحرب العراقية - الإيرانية ، كما التحق بمرحلة الدكتوراة في الجامعة المستنصرية - كلية التربية سنة 1995 ، ونال شهادة الدكتوراة يوم 27 كانون الثاني سنة 2000 لأطروحته المعنونة "موقف جمال عبد الناصر من التطورات السياسية في العراق 1958 / 1963 ، كما عين استاذاً في الجامعة المستنصرية سنة 1993 ، واستاذاً في جامعة صدام التي سُميت جامعة النهرين بعد الاحتلال الأمريكي للعراق ، وباحثاً في مركز دراسات الوطن العربي.

## سيرته الصحفية
- عملَ في وزارة الإعلام موظفاً في الدار الوطنية للتوزيع والإعلان ثم مديراً للنشر والإعلان حتى إغلاق الدار سنة 1992.
- عمل في مجلة ألف باء.
- مراسلاً في جريدة المحرر الباريسية.
- مراسلا في جريدة أخبار الخليج البحرينية.
- مراسلا في جريدة الجزيرة السعودية.
- عمل في قناة البغدادية عام 2007.
- رئيس تحرير جريدة المشرق.

## قيل عنه
قال عنه الدكتور صباح ناهي : أن حميد عبد الله لم ينتم لاي حزب سياسي لا قبل 2003 ولا بعدها ، وكان من اوائل الذين اطلقوا على القوات الأمريكية قوات الاحتلال ومن الداعمين علنا ودون مواربة للمقاومة العراقية ضد الاحتلال وهذه المواقف كانت السبب الحقيقي وراء مغادرته العراق عام 2006 بعد تعرضه لتهديدات مباشرة بالقتل".